# Tractat de Copenhagen (1660)
El Tractat de Copenhagen es va firmar el 27 de maig de 1660, i va marcar el final de la Guerra Sueco-Danesa de 1658-1660, que enfrontà Suècia contra l'aliança del Regne de Dinamarca i Noruega i la República de les Dues Nacions. Aquest tractat fou un derivat del Tractat de Roskilde, en el qual s'estipularen les fronteres oficials de Dinamarca, Suècia i Noruega; i que s'han mantingut fins a l'actualitat.

## Posicions de partida
Carles X de Suècia només estava disposat a rebre el comtat d'Akershus, en contrapartida a la cessió de Trøndelag i Bornholm a Dinamarca-Noruega; per altra banda, Frederic III de Dinamarca refusava acatar els termes del Tractat de Roskilde, i pretenia revertir els termes del Segon Tractat de Brösembro(1645)
Ambdós bàndols s'enrocaren en les seves posicions, i fou necessari recorre a mediadors, França i Anglaterra per la banda sueca, i Holanda pel costat danès, per tal de tirar endavant el tractat. Frederic va plantejar als seus aliats holandesos el perill permanent que suposava el control suec d'Escania, i va plantejar una aliança entre Dinamarca i Holanda per arrabassar-la als suecs. Frederic obtingué el suport de Brandenburg i Austria, però Holanda estigué d'acord amb Anglaterra de no acceptar que el mateix país controlés ambdues ribes de l'Oresund, fet que podria arribar a interrompre el tràfic comercial d'aquests dos països al Bàltic.A més a més, el Cardenal Mazarin amenaça amb la invasió d'Holanda, en cas que aquesta ajudés els danesos contra els suecs.
Quan va conèixer la mort de Carles X el febrer de 1660, Frederic s'afanyà a declarar nul i invàlid el Tractat de Roskilde. Aquest fet causà una gran inquietud en els negociadors suecs, però França i Anglaterra els garantiren el seu suport, mentre Brandenburg, Polònia i Austria donaren suport als danesos.

## Negociacions
El punt més polèmic va ser el control de l'illa de Bornholm. La població de Bornholm s'havia alçat en armes contra les forces d'ocupació sueques i mataren el seu comandant Johan Printzensköld, i temien les possibles represàlies en cas que l'illa romangués en mans sueques. Frederic havia promès que protegiria els seus fidels súbdits a qualsevol preu, complí la seva promesa demandant el retorn de Bornholm a Dinamarca, tot i les amenaces de Suècia i la pressió dels altres negociadors. En aquell moment es va suggerir que Dinamarca, podria cedir diverses finques, que la seva noblesa posseïa a Escania, a la corona sueca.
En aquest punt, però, les negociacions es complicaren en intentar imposar els diversos negociadors els seus respectius interessos, per sobre dels dos països en conflicte. Exasperat per la lentitud de les negociacions, Anibal Sehested va suggerir que les negociacions haurien de portar-se a terme directament entre Suècia i Dinamarca-Noruega. Aquest suggeriment fou ràpidament acceptat pels suecs, i el tractat es firmà poc després.

## Termes
El 27 de maig, el tractat fou signat a les tendes que s'havien muntat a mig camí entre Copenhagen i el campament fortificat suec de Carlstad. Quatre dies després els darrers 3.000 soldats suecs estacionats Zealand, començaren a abandonar les afores de Copenhagen. Els termes del tractat foren:
- Suècia va mantenir els territoris l'est de l'Estret d'Oresund, incloent les illes de Ven, Scania, Halland, Blekinge, Bohuslän.
- Suècia restava exempta de pagar el peatge de l'Oresund.
- Trøndelag, que incloïa Nordmøre iRomsdal, foren retornats a Noruega iBornholm a Dinamarca.
- Totes les fortificacions noruegues i daneses capturades per Suècia, excepte les dels territoris que se li cedien en el tractat, havien de ser evacuades dues setmanes després de la ratificació de les condicions de l'acord
- La corona sueca havia de ser compensada, pel retorn de Bornholm a Dinamarca, amb propietats que els nobles danesos posseïen a Escania. La corona danesa al seu torn compensaria els seus propis nobles.
- Dinamarca havia de satisfer un pagament anual de 3.500 riksdaler per mantenir les balises entre Skagen, al costat danès, i Falsterbo, al costat suec.
- Els presoners de guerra havien de ser restituïts.
- Es reafirmen tots els tractats anteriors entre ambdós països.